# Società chimica tedesca
La Società Chimica Tedesca (in tedesco: Gesellschaft Deutscher Chemiker, GDCh) è una società di apprendimento e un'associazione professionale, fondata nel 1949 per rappresentare gli interessi dei chimici tedeschi in contesti locali, nazionali e internazionali.
La GDCh «riunisce persone operanti nel campo della chimica e delle scienze molecolari, supportando la loro ricerca di un progresso scientifico positivo e sostenibile finalizzato al bene dell'umanità e dell'ambiente e ad un futuro degno di essere vissuto».

## Storia
Precursore dell'odierna GDCh fu nel 1867 la Società Chimica Tedesca di Berlino (Deutsche Chemische Gesellschaft zu Berlin, DChG), della quale il chimico tedesco Adolf von Baeyer fu uno dei più importanti membri fondatori, mentre August Wilhelm von Hofmann fu il primo presidente.
La DChG fu organizzata sul modello della British Chemical Society, che a sua volta anticipò la nascita della Royal Society of Chemistry. Come la sua controparte britannica, DChG cercò di favorire la comunicazione di nuove idee e esperienze in tutta la Germania e all'estero.
La Gesellschaft Deutscher Chemiker fu costituita nel 1946 a seguito della fusione fra la Società Chimica Tedesca di Berlino (DChG) el'Associazione dei chimici tedeschi (Verein Deutscher Chemiker, VDCh).

Fra i suoi membri onorari, vu furono i seugneti chimici tedeschi e non: Otto Hahn, Robert B. Woodward, Jean-Marie Lehn e George Olah.
Nel XXI secolo, la società aderì a ChemPubSoc Europe, un'organizzazione di 16 società chimiche nazionali europee, istituito alla fine degli anni '90 contestualmente all'accorpamento editoriale delle rispettive riviste chimiche ufficiali.

## Attività

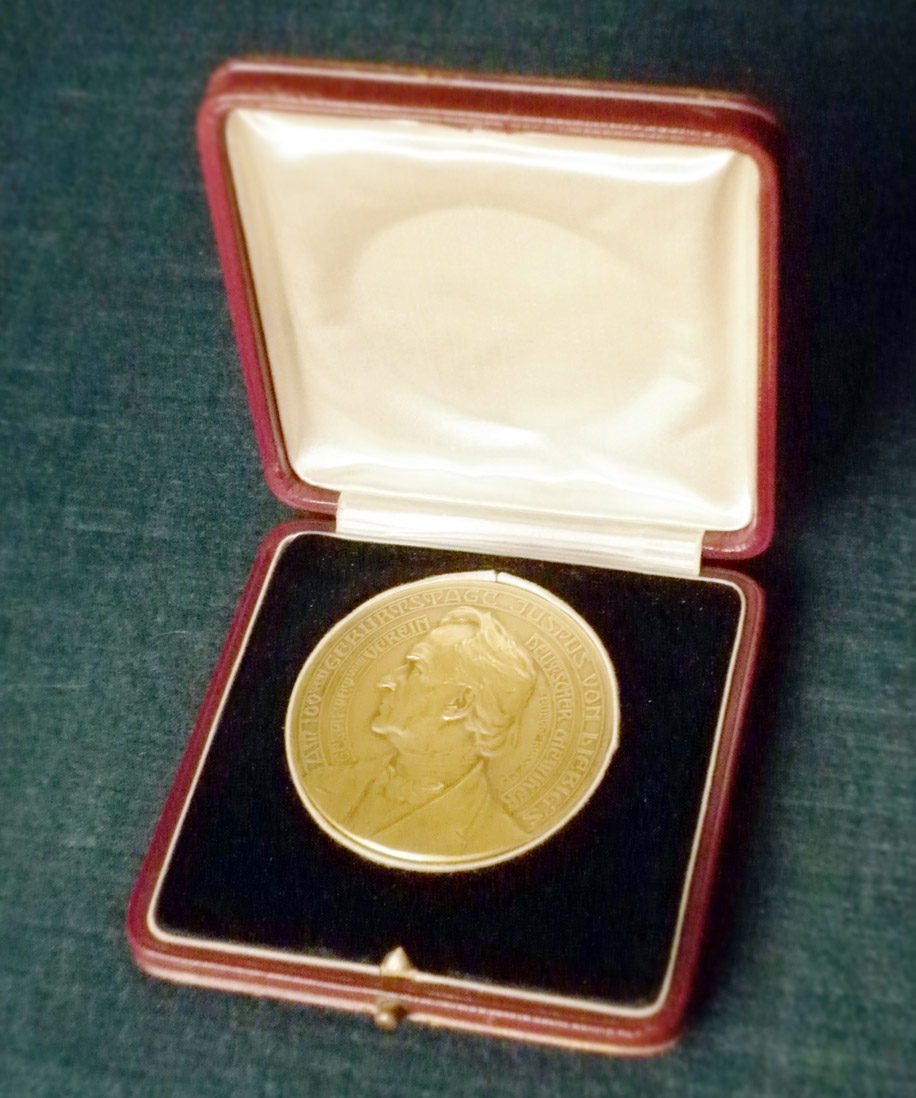
La medaglia "Justus von Liebig"

La Società Chimica Tedesca cura la pubblicazione di 13 riviste in lingua tedesca o inglese nell'ambito della chimica organica, inorganica e dell'ingegneria chimica: Nachrichten aus der Chemie, Angewandte Chemie, Chemistry: A European Journal, European Journal of Inorganic Chemistry, European Journal of Organic Chemistry, ChemPhysChem, ChemSusChem, ChemBioChem, ChemMedChem, ChemCatChem, ChemistryViews, Chemie Ingenieur Technik e Chemie in unserer Zeit.
Inoltre, dal 1903 conferisce ogni anno la Medaglia Liebig (Liebig Denkmünze) e la Medaglia Hoffmann (Hofmann Denkmünze), rispettivamente assegnate per la prima volta a Adolf von Baeyer e a Henri Moissan.